# ISO 3166-2:SZ
ISO 3166-2:SZ — стандарт Международной организации по стандартизации, который определяет геокоды. Является подмножеством стандарта ISO 3166-2, относящимся к Эсватини. Стандарт охватывает 4 округа Эсватини. Каждый код состоит из двух частей: кода Alpha2 по стандарту ISO 3166-1 для Эсватини — SZ и дополнительного кода, записанных через дефис. Дополнительный двухбуквенный код образован созвучно названию  провинции. Геокоды провинций Эсватини являются подмножеством кодов домена верхнего уровня — SZ, присвоенного Эсватини в соответствии со стандартами ISO 3166-1.

## Геокоды  Эсватини
Геокоды 4 округов административно-территориального деления Свазиленда.
| Геокод | Административная единица | Статус |
| ------ | ------------------------ | ------ |
| SZ-HH  | Хохо                     | округ  |
| SZ-MA  | Манзини                  | округ  |
| SZ-LU  | Лубомбо                  | округ  |
| SZ-SH  | Шиселвени                | округ  |

## Геокоды пограничных Эсватини государств
- ЮАР — ISO 3166-2:ZA (на севере, на юго-востоке, на юге, на западе),
- Мозамбик — ISO 3166-2:MZ (на востоке).